# Уједињене Кнежевине
Уједињене Кнежевине Молдавија и Влашка (рум. Principatele Unite ale Moldovei și Țării Românești) јe билa једна од фаза у стварању Румуније која је постојала је од 1859. до 1881. кад је проглашена Краљевина Румунија.
По уставу из 1866. године земља добија назив Румунија.

## Историја
За уједињење тих двију кнежевина велику заслугу има Александар Јоан Куза, париски ђак, који се након студија вратио у родну Молдавију, која је тад била формално османски вазал, али де факто руска марионета. Куза је жестоко агитирао против таквог стања за немирне 1848. и стекао углед борца за националну ствар. Убрзо је постао пуковник, и као такав добио мјесто заступника у молдавској скупштини.
На руку му је ишао и пораз Русије у Кримском рату од стране алијансе у којој су били Уједињено Краљевство, Француска и Османско царство, јер су се након њега кнежевине ослободиле руског утицаја.
На опште изненађење тадашњих великих сила, које су сматрале да Молдавија и Влашка, треба да добију већу аутономију, али да треба да остану одвојене — Куза је побиједио на изборима за кнеза у обије кнежевине. И то прво у Молдавији у јануару, а након тог у фебруару и у Влашкој, па је тако осујетио њихове намјере.
Куза је 1861. најавио и формално уједињење те двије кнежевине. За вријеме своје владавине ослањао се на сељаштво, које је у то вријеме било већинско. Због тог је — 1863. одузео манастирима велике земљишне посједе, а сљедеће године их подијелио сељацима (август 1864), успут их је ослободио радне обавезе и плаћања црквене десетине. Тиме је смањио улогу православног клера у животу земље и допринио секуларизацији друштва. Ипак су му његове ауторитарне методе створиле непријатеље, који су га удружени присилили — 1866. да абдицира.
Поред тог имао је намјеру осигурати бесплатно и обавезно основно школовање, подићи већи број школа свих нивоа и осигурати стипендије за сиромашну надарену дјецу. Провео је реформу изборног закона и правосуђа, израдио нови устав 1864. који је требало да му осигура већи ауторитет.
Све промјене је извео на своју руку — не траживши допуштење од свог номиналног суверена османског султана, али и без консултација са осталим политичким моћницима, па му таква ауторитативна политика донијела и доста непријатеља особито из табора конзервативаца и либерала који су га 1866. натјерали на абдикацију, након које је отишао у емиграцију.
Након њега Хабзбурзи су успјели инсталирати за његовог насљедника свог фаворита — принца Карла из династије Хоенцолерн-Сигмаринген (каснијег краља Карола I). Његову владавину обиљежила је даљња изградња државе и доношење новог устава 1866. према западном моделу. За његове владавине искристализирале су се двије главне политичке партије, либерали и конзервативци, које су доминирале политичким животом земље до Првог свјетског рата.
Карол I Румунски је постигао и формално признање независности своје кнежевине након учествовања у Руско-турском рату. Како би побољшао статус своје земље и свој властити статус — земљу је — 1881. прогласио краљевином што су му признале и тадашње велесиле.